# Jockey Club Român
Jockey Club Român este una dintre primele instituții private ale României, dovedind apartenența la aspirațiile înalte ale societății din plan internațional. Fondat în anul 1875, istoria sa este strâns legată de cea a României, iar în prezent este probabil una dintre cele mai longevive instituții europene, continuându-și misiunea de a reprezenta România în cadrul Federațiilor internaționale de galop. Este al treilea Jockey Club din lume din punctul de vedere al vechimii, fondat după cel Englez și Francez, marcând preocupările celor 95 de membri fondatori pentru sincronizarea culturii românești la valențele occidentale.
Titulatura completă de Jockey Club - Societatea de Încurajare pentru Îmbunătățirea Rasei Cailor în România reflectă misiunea de a proteja și dezvolta cu prioritate calul Pur Sânge Englez în țara noastră. 

## Istoric
Începutul modern al curselor de galop în România - sportul regilor - este strâns legat de activitatea Jockey Club. Organizarea instituției este definită încă de la începuturi prin misiunea unită a celor două unități organizatorice: Comitetul Cercului și Comitetul Alergărilor, mediate de către cei doi Vicepreședinți.
Regii României au fost încă de la fondare Președinți de Onoare, sprijinind valorile culturale și sportive ale societății, o tradiție continuată de Regele Mihai I al României.
Sediul actual al Clubului se află lângă Ateneul Român, pe strada Episcopiei la numărul 9, în Sectorul 1, sediu dobândit în perioada interbelică. «Palatul Jockey Club», cum a fost denumit în epocă, este opera faimosului arhitect G.M. Cantacuzino, membru al Clubului, reprezentând un reper pentru stilul caracteristic. 
La sediul Clubului, asociat Comitetului Cercului, s-au întrunit vârfuri ale societății românești, printre membri aflându-se descendenți ai marilor familii boierești alături de nume ilustre din diferite ramuri ale artei, științelor, împreună contribuind la formarea României moderne, cât și la extinderea fenomenului curselor de galop. Dintre membrii istorici sunt amintiți cu deosebită considerație: Theodor Aman, Constantin Argetoianu, Ion Brătianu, I.C. Brătianu, Gh. Gr. Cantacuzino (Nababul), Lascăr Catargiu, George Enescu, Manole Filitti, Ion Ghica, Mihail Kogălniceanu, Gheorghe Manu, Alexandru Marghiloman, Alexandru Paleologu, Victor Slăvescu, Barbu Știrbey și alte personalități care au marcat domeniul lor de activitate.
Din anul înființării, Jockey Club a avut rolul instituției de reglementare a întregului fenomen hipic, organizând cursele reprezentative de galop corespondente din plan internațional; în iulie 1875 a organizat primul Derby Român, iar pe 12 octombrie 1875 a organizat, tot pentru prima dată, Premiul Jockey Club Român, cursa destinată cailor cu cele mai bune rezultate înregistrate din fiecare an.
În anul 1906 Jockey Club a oferit Bucureștiului Hipodromul de la Băneasa, construit după standardele internaționale ale acelui timp. Prin Comitetul Alergărilor, Clubului îi revenea rolul de a organiza aici toate cursele de cai pentru un public ce atingea și cifra de 20.000 de spectatori în perioada interbelică, alergările de galop devenind unele dintre principale fenomene mondene ale epocii. 
Calendarul alergărilor a cuprins mii de curse prin intermediul cărora a fost ameliorată rasa de cai Pur Sânge Englez. Dintre caii care au marcat genealogia ecvină în România se numără Zori de Zi, Firdaussi, Coquin, Motan, Mosquito, Fantastic ș.a., înrudiți direct cu legende ale sportului internațional. Demolarea Hipodromului în anul 1961 a oprit tot avântul pe care acest sport îl avea în România.
Cu inspirația etalonului interbelic, dar și prin cooperarea cu instituțiile naționale, la puțin timp după reluarea activității Clubului de după 1990 a fost relansat fenomenul curselor de galop la Hipodromul de la Mangalia. Inițiativa Vicepreședintelui Manole Filitti, susținută de colegii săi din conducerea Jockey Club și în strânsă cooperare cu instituțiile de profil, a condus la organizarea a peste 55 de reuniuni, 352 de curse, pentru 100 de cai partanți în medie pe an, în perioada 1996 - 2002. În anul 2000 a avut loc primul Derby de Galop de după 1990, câștigat de calul Datina.
Epuizarea surselor de finanțare precum și lipsa unui hipodrom modern au dus la sistarea curselor până în anul 2018. Mulțumită modernizării Hipodromului de Trap de la Ploiești, căruia i s-a adăugat pista de galop, a avut loc cea de-a doua renaștere a calului Pur Sânge Englez în România. Jockey Club și-a reluat astfel rolul inițial, după o perioadă în care a susținut prin numeroase premii concursurile de echitație din România, evenimente care aveau loc la nivel înalt și la Hipodromul de la Băneasa. În strânsă cooperare cu CSM Ploiești și Complex Hipodrom Ploiești, calendarul de curse este restabilit pentru a continua o tradiție reprezentativă pentru România cu scopul de a restabili sincronizarea necesară cu fenomenul occidental. 
Parteneri în această misiune sunt forurile internaționale în rândul cărora Jockey Club reprezintă România: IFHA – International Federation of Horseracing Authorithies precum și European and Mediterranean Horseracing Federation, cărora li se alătură organizațiile internaționale ale Stud Book-ului cailor Pur Sânge Englez (Throroughbred) cu rolul de a înregistra genealogia și toate rezultatele sportive ale cabalinelor. Împreună dezvoltă soluțiile integrate ca sportul hipic românesc să ocupe din nou rolul meritat, atât din punct de vedere moral, genetic, cât și din punct de vedere economic.
Ameliorarea rasei cailor este posibilă prin susținerea fenomenului de curse ale cărui rezultate sunt trecute în Stud Book – Registrul genealogic în paginile căruia este înregistrat efectivul complet de cai Pur Sânge Englez din fiecare țară, valabil de la primele curse din Marea Britanie până în prezent, document prin care este atestat pedigriul internațional al cailor. Începutul curselor moderne în România a însemnat, totodată, fondarea Stud Book-ului Român, inițiat și păstrat de Jockey Club până în momentul preluării registrului de către diferite instituții ale statului în perioada regimului comunist. După o întrerupere de peste 70 de ani, Stud Book-ul a fost încredințat Jockey Clubului, anul 2019 reprezentând restabilirea rolului istoric al autorității privind Registrul genealogic al cailor Pur Sânge Englez în România, în conformitate cu legislația Uniunii Europene. 